# Shark Invasion
Shark Invasion (Raging Sharks), è un film del 2005 diretto da Danny Lerner. Il film è un sequel a basso costo di Shark Attack.
Nel film si possono vedere alcuni fotogrammi di Shark Attack 3: Emergenza squali.

## Trama
1999. Un'astronave aliena perde il controllo ed esplode, lasciando un pezzo di cilindro che cade nel triangolo delle Bermude. Degli squali vengono richiamati da questo cilindro, e lo proteggono girandogli intorno.
Cinque anni dopo il sottomarino Oshona sta cercando il cilindro per esaminarlo. Gli squali non glielo permettono e l'Oshona viene attaccato. Il dottor Mike Olsen scopre che l'Oshona è in pericolo e corre ad aiutare l'equipaggio, soprattutto perché tra di loro c'è sua moglie Linda. Intanto alcuni squali decidono di lasciare il cilindro per arrivare in una spiaggia vicina. Uno squalo muore e alcuni scienziati lo esaminano e trovano un pezzo di cilindro. Non sapendo però cosa sia, lo mandano all'Oshona per saperne di più, dato che nel sottomarino c'è uno scienziato con tecnologie più avanzate.
Mike si inoltra in acqua per esplorare il cilindro, ma viene attaccato. Tutte le persone presenti nell'Oshona chiedono aiuto al capitano Riley. Intanto altre vittime cadono nelle fauci dei famelici squali. Il capitano Riley perde il collegamento con l'Oshona.
Lo scienziato Jonas scopre che il cilindro è un elemento spaziale, non esistente sulla Terra. Mike e Linda sono entusiasmati e decidono di andare al laboratorio di Jonas, ma lo trovano morto con un coltello nella schiena.
Mike, Linda e altre due donne, Vera e Simona, si ritrovano nell'atrio quando arriva una persona con un mitra che inizia a sparare. Mike scopre che è un signore che lavora per il capitano Riley. Quest'uomo dice loro che deve prendere il cilindro per diventare ricco. Linda cerca di scappare, ma viene colpita da sette proiettili. In quel momento arriva il bidello Leo, che uccide l'uomo.
Il resto del gruppo è fuggito, tranne Simona che viene chiusa a chiave in una stanza che in futuro verrà riempita d'acqua, dall'uomo con il mitra. Linda e Mike prendono due strade separate. Alla fine si ritrovano e Mike tramortisce l'uomo. Ormai l'Oshona sta per affondare, ma Mike e Linda riescono lo stesso ad uscire, ma Linda sbatte e sviene. Mike deve scappare in fretta dagli squali. Riescono ad arrivare nel sottomarino di Riley e Linda si riprende. Mike racconta l'intera storia a Riley, che inizialmente non gli crede.
L'uomo, sprovvisto ora del mitra, tenta di nuotare via ma uno squalo lo sbrana. Un gruppo di alieni scende in acqua e prende il cilindro, mentre l'Oshona affonda.

## DVD
Il DVD è della Nu Image, ed è uscito in Italia nel 2005.
Il film è un direct-to-video sequel e il DVD contiene:
- Visione del film in italiano e in inglese con sottotitoli italiani inclusi (per motivi contrattuali di distribuzione, il film in inglese è visibile solo con i sottotitoli italiani)
- 12 scene
- Trailer del film originale

## La saga
- Shark Attack (1999)
- Shark Attack 2 (2001)
- Shark Attack 3 (2002)
- Shark Invasion (2005)